# HD130981
HD130981 — хімічно пекулярна зоря спектрального класу A2, що має видиму зоряну величину в смузі V приблизно  9,4.
Вона  розташована на відстані близько 65231,3 світлових років від Сонця.